# 胃腸内分泌細胞
胃腸内分泌細胞（いちょうないぶんぴつさいぼう。英語：gastrointestinal endocrine cell）とは、消化器系の上皮内に散在し、消化管ホルモンを分泌する細胞の総称である。基底顆粒細胞とも呼ばれる。
なお、食道粘膜に胃腸内分泌細胞は存在しない。これに対して、一部に膵臓に存在する細胞も含まれる。それぞれの細胞の種類により、その分布領域と分泌するホルモンは異なる。エキソサイトーシスによりホルモンを分泌する。

## 細胞型とホルモンの対応
- K細胞 - インクレチン[1]
- EC細胞 - セロトニン[2]
- D細胞 - ソマトスタチン[3][4]
- ECL細胞 - ヒスタミン[5]
- A細胞 - グルカゴン[3]
- PP細胞 - 膵ポリペプチド[3]
- G細胞 - ガストリン[6]
- IG細胞 - ガストリン
- TG細胞 - ガストリン
- I細胞（CCK細胞） - コレシストキニン[4][7]
- S細胞 - セクレチン[8]
- N細胞 - ニューロテンシン[4][9]
- M細胞 - motilin[4][10][11]
- L細胞 - エンテログルカゴン[4][7]

## ヒトでの分布
これらの細胞は、ヒトの胃や腸管や膵臓に存在しており、ヒトの内分泌系の一部を構成し、また、ヒトの神経系の一部に関わっている。なお、ヒトの内分泌系の細胞群の中で、数が最多なのは、腸管に存在する内分泌細胞である。ただし、腸管の内分泌細胞は1箇所に固まって存在しているわけではなく、点在している形ながら、腸管全体に広く分布している。

## 機能
これらの細胞は、何らかの刺激を受けた事をきっかけとして、細胞の種類に応じて、それぞれに対応したホルモンを分泌し、標的の細胞へと何らかの情報伝達を行う。なお、その何らかの刺激とは、例えば、その細胞に発現している化学物質の受容体が作動した際であったり、消化管に入ってきた食物の消化が開始された際であったり、細胞に何らかの障害を与える物質を検知した際であったり、細胞を守るための反応の結果であったりと、様々である。情報伝達様式も、細胞の種類によって違いが見られ、ホルモンを血中へと放出する事によって離れた細胞へ情報伝達を行う細胞も有れば、その細胞自身を含めて細胞周囲の局所にのみ情報伝達を行う細胞も有れば、情報伝達に神経系が介在する細胞も存在する。なお、細胞や個体における代謝の調節、微生物からの防御、腸内細菌などに対する応答など、生存に必要な様々な機能に関わっている。